# 湯馬斯／中央大道站
湯馬斯/中央大道站（英語：Thomas/Central Avenue station）是一個位於美國亞利桑那州鳳凰城鳳凰城輕鐵的車站。

## 鄰近地標
- 柏慧中心購物商場 (Park Central Mall)
- 聖約瑟醫院和醫療中心 (St. Joseph's Hospital and Medical Center)
- 費爾普斯·道奇大廈 (Phelps Dodge Building)
- 希爾頓酒店 (Hilton Hotel)

## 接駁交通

### 巴士
- 0號
- 29號（前綠線巴士）
- 512號 (特快)
- 570號 (特快)
- 582號 (特快)
- 590號 (特快)

## 外部連結
- 輕鐵／鳳凰城市路線圖 （英文）